# Filellum nitidum
Filellum nitidum is een hydroïdpoliep uit de familie Lafoeidae. De poliep komt uit het geslacht Filellum. Filellum nitidum werd in 2005 voor het eerst wetenschappelijk beschreven door Watson. 